# Franopol (Mazovie)
Pour les articles homonymes, voir Franopol.
Franopol (prononciation : [fraˈnɔpɔl]) est un village polonais de la gmina de Sarnaki dans le powiat de Łosice de la voïvodie de Mazovie dans le centre-est de la Pologne.
Il se situe à environ 2 kilomètres au nord de Sarnaki (siège de la gmina), 17 kilomètres au nord-est de Łosice (siège du powiat) et à 129 kilomètres à l'est de Varsovie (capitale de la Pologne).
Le village possède une population de 105 habitants en 2010.

## Histoire
De 1975 à 1998, le village appartenait administrativement à la voïvodie de Biała Podlaska.